# غونزالو بوينو
غونزالو بوينو (بالإسبانية: Gonzalo Bueno)‏ (16 يناير 1993 بمونتفيدو في الأوروغواي - ) هو لاعب كرة قدم أوروغواني في مركز الهجوم. شارك مع منتخب الأوروغواي تحت 20 سنة لكرة القدم ومنتخب الأوروغواي تحت 23 سنة لكرة القدم. أما مع النوادي، فقد لعب مع إستوديانتيس دي لا بلاتا ونادي أونياو دا ماديرا ونادي كوبان كراسنودار وناسيونال مونتيفيديو.

## وصلات خارجية
- غونزالو بوينو على موقع الاتحاد الدولي (مؤرشف)  (الإنجليزية)
- غونزالو بوينو على موقع الاتحاد الأوربي (الإنجليزية)
- غونزالو بوينو على موقع قاعدة بيانات كرة القدم.إي يو (الإنجليزية)
- غونزالو بوينو على موقع Soccerway.com (الإنجليزية)
- غونزالو بوينو على موقع عالم كرة القدم.نت (الإنجليزية)
- غونزالو بوينو على موقع AS.com (الإسبانية)